# 405207 Konstanz
405207 Konstanz este o planetă minoră (asteroid) din centura de asteroizi. A fost descoperită pe 24 mai 2003 la Observatorul Kleť de Observatorul Kleť și a fost numită după Konstanz. 
Obiectul prezintă o orbită caracterizată de o semiaxă mare de 3,0680705291309 UAi, o excentricitate de 0,35, o înclinație de 24,4 ° în raport cu ecliptica.